# NGC 6388
NGC 6388 je kulová hvězdokupa v souhvězdí Štíra. Objevil ji James Dunlop 13. května 1826.
Hvězdokupa je od Země vzdálena 32 300 světelných let.
Je to jedna z nejhmotnějších kulových hvězdokup v naší Galaxii.

## Pozorování

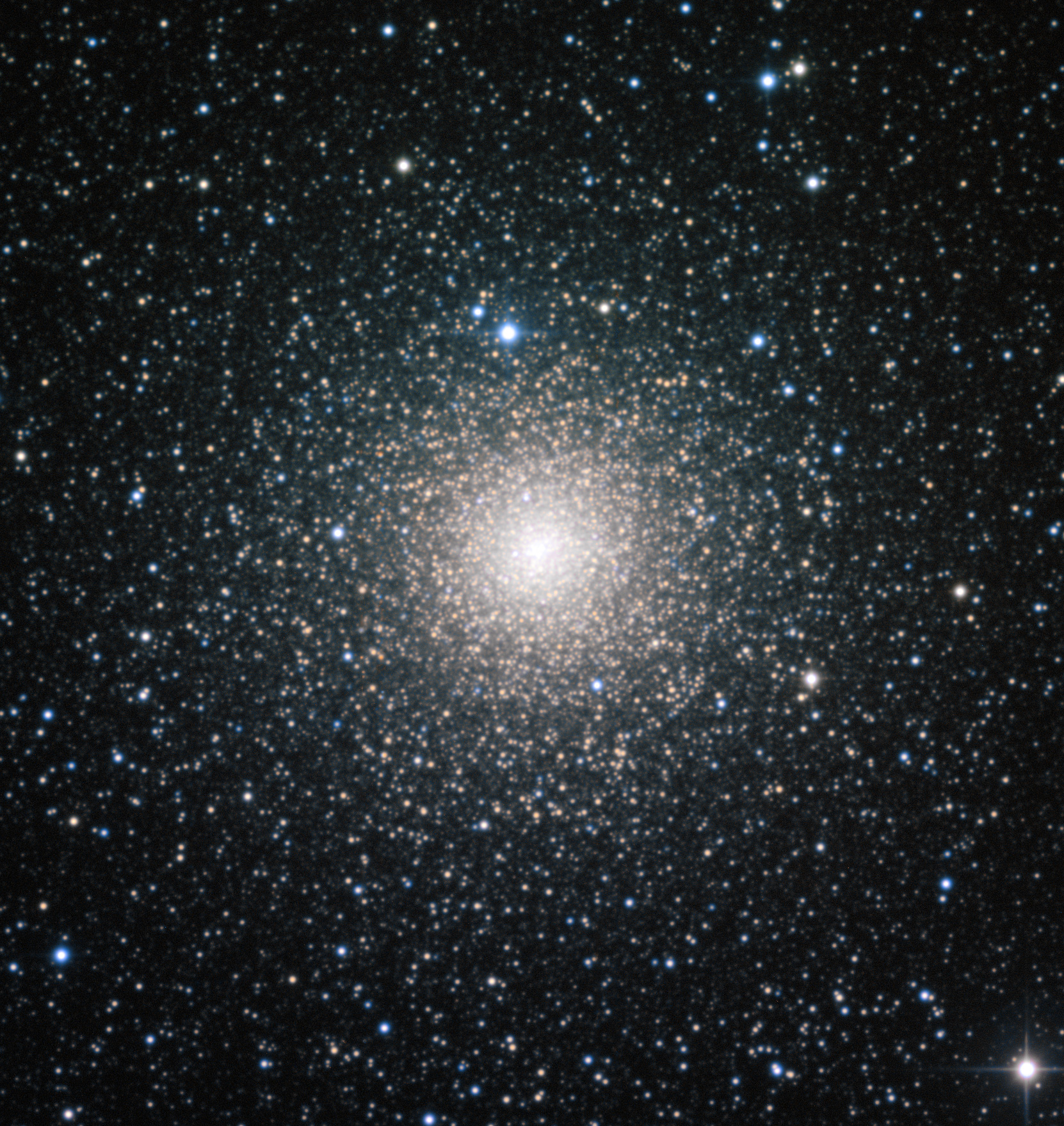
Kulová hvězdokupa NGC 6388 na snímku z dalekohledu o průměru 2,2 m na observatoři La Silla. Autor: ESO.

Hvězdokupa se nachází v jihovýchodním cípu souhvězdí, přibližně 10 stupňů jižně od jasné hvězdokupy Messier 7 a necelé dva stupně jižně od hvězdy Sargas (θ Sco) s magnitudou 1,87. Ze střední Evropy není pozorovatelná, ale z jižnějších stanovišť je možné pozorovat ji i triedrem jako drobnou kulatou mlhavou skvrnku. Její nejjasnější hvězdy mají pouze 14. magnitudu, alespoň některé hvězdy tak v ní dokážou rozlišit až větší dalekohledy.

## Vlastnosti
NGC 6388 je silně zhuštěná kulová hvězdokupa 3. stupně podle Shapleyho–Sawyerové klasifikace. Její odhadovaná vzdálenost od Země je 9 900 parseků (32 300 světelných let), 3 100 parseků od středu Galaxie. Její jádro je velmi jasné
a pravděpodobně obsahuje středně velkou černou díru o hmotnosti 28 hmotností Slunce. Celková hmotnost hvězdokupy se odhaduje na více než 2 miliony hmotností Slunce a patří tak mezi nejhmotnější kulové hvězdokupy v Mléčné dráze.